# ريما الفضالة
ريما الفضالة (16 ديسمبر 1979 -)، ممثلة كويتية.

## عن حياتها
دخلت المجال الفني في عام 2011 في مسلسل سيدة البيت مع الفنانة حياة الفهد. وهي أخت الفنانة إلهام الفضالة من والدها.

## أعمالها

### في التلفزيون
| سنة الإنتاج | اسم المسلسل | بمشاركة                                                                                   |
| ----------- | ----------- | ----------------------------------------------------------------------------------------- |
| 2012        | سيدة البيت  | حياة الفهد، أحمد الصالح، أحمد السلمان، زهرة الخرجي، مشاري البلام، شيماء علي               |
| 2012        | حبر العيون  | حياة الفهد، أحمد الصالح، حبيب غلوم، أحمد الجسمي، أحلام حسن، هند البلوشي                   |
| 2013        | الملافع     | محمد المنصور، عبد الرحمن العقل، عبد الإمام عبد الله، جاسم النبهان، أسمهان توفيق، منى شداد |
| 2013        | غصن مكسور   | نايف الراشد، هدى الخطيب، مها محمد، أمل العوضي، أسمهان توفيق، غدير صفر                     |
| 2015        | الليوان     | إبراهيم الصلال، عبد العزيز المسلم، لطيفة المجرن، محمد الشعيبي، غدير صفر، شهاب جوهر        |
| 2016        | حالة خاصة   | فؤاد علي، هيا عبد السلام، باسم عبد الأمير، عبد العزيز الجاسم                              |
| 2016        | بياعة النخي | حياة الفهد، مريم الصالح، محمد جابر، صلاح الملا                                            |

### في المسرح
| سنة الإنتاج | المسرحية | بمشاركة                                     |
| ----------- | -------- | ------------------------------------------- |
| 2012        | قطري 60% | عبد العزيز جاسم، حسن البلام، ريم عبد الرحمن |

## روابط خارجية
- ريما الفضالة على موقع قاعدة بيانات الأفلام العربية